# Библиомантия
Библиоманти́я (др.-греч. βιβλιομαντεία от βύβλον — книга и μαντεία — прорицание) — гадание с помощью книги.

## Способы гадания
К библиомантии относятся несколько способов гадания. Самый простой состоит в том, что гадающий открывает какую-нибудь книгу и смотрит, о чём идёт речь на открытой странице; что там написано, того и следует ожидать.
В дореволюционной России этому способу гадания была посвящена «Гадальная книга пророка и царя Давида», которая состояла из ряда текстов, проводивших параллель между каким-либо евангельским или апокрифическим сюжетом и определённой жизненной ситуацией. Например: «Святый Феодор Тирон взял с собою сокола птицу и сяде на коня своего и поехал в чистое поле, и поимает сокол сокола ж птицу, и возрадовася Феодор улову своему. Так и ты, человече, возрадуешися орудию своему, Бог тебе на помощь».
Более сложный способ применяется, если гадающих несколько. В этом случае один человек называет страницу и строку в какой-либо книге, а другой зачитывает находящийся там текст, который и расценивается как предсказание.
К библиомантии относится также распространённое в дореволюционной России гадание по «Гадательной книжке царя Соломона» (или другим изданиям аналогичного содержания). Гадающий бросал зерно на её первую страницу, где было изображено солнце с размещёнными на лучах цифрами от 1 до 100. Каждая из цифр отсылала к тому или иному тексту из той же книги. В частности, если зерно попадало на луч с цифрой «11», то гадающему доставалось такое предсказание: «На радость и на богатство житие твое будет». Аналогичные издания были распространены в Западной Европе в периоды Средневековья и Возрождения (французская книга XV в. «Jeu d'amour» и др.).
Разновидностью библиомантии является рапсодомантия. В этом случае для гадания брали не любую книгу, а произведения Гомера и Гесиода. В Китае было распространено гадание по И цзину на стеблях тысячелистника.

## В исламе
Пророк Мухаммед запретил гадание по бегу животных, полёту птиц, полёту и падению камней и т. п., как это делали арабы во время язычества. Поэтому в арабских странах распространено гадание по Корану, называемое «фаль» (что значит «примета, предзнаменование»). Суть в том, что раскрывают Коран на какой случится странице и пальцем или иглой отмечают без выбора и не глядя какое-нибудь слово, на основании которого стараются отгадать будущее.

## В кино
- Фауст в одноимённом фильме Ф. В. Мурнау прибегает к гаданию на Библии.

## В художественной литературе
- «Упырь» — повесть А. К. Толстого.
- «Время библиомантов» (оригинальное название — Die Seiten Der Welt) — серия книг немецкого писателя Кая Майера.